# Levantamiento de Solís

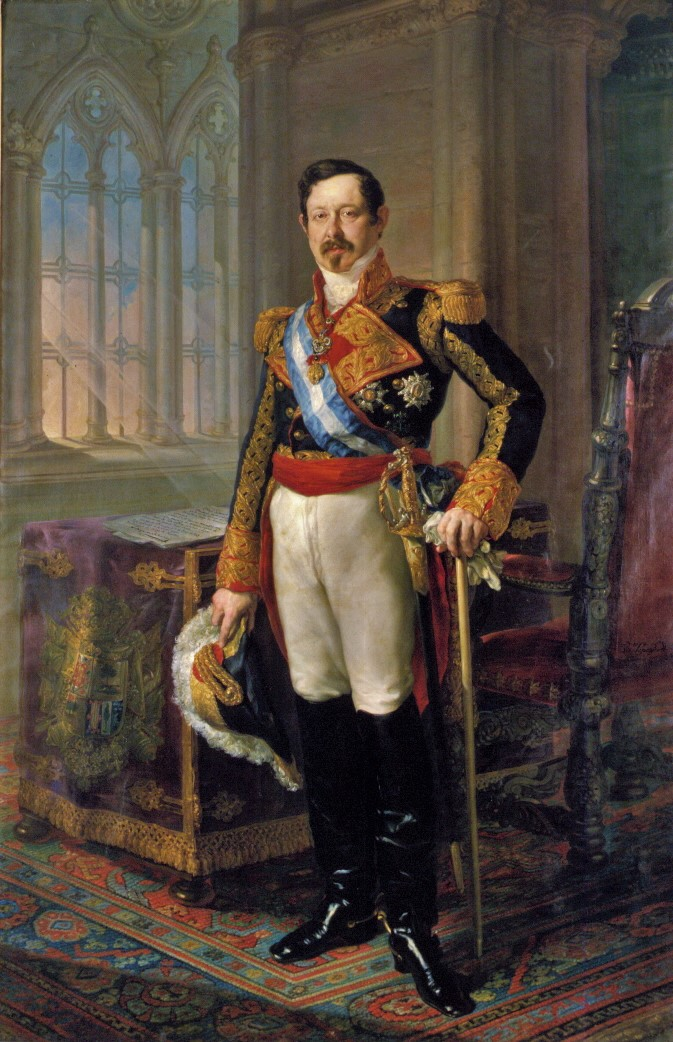
El general Ramón María Narváez. Vicente López Portaña. (Museo del Prado).

Se conoce como los Mártires de Carral a los militares sublevados en varios lugares de Galicia en 1846 contra el presidente Ramón María Narváez, que fueron ejecutados en la villa coruñesa de Carral.

## La revuelta
Durante el reinado de Isabel II, la Década Moderada (1844-1854) fue un periodo en el que el Partido Moderado ejerció el control del régimen político, desarrollando una versión conservadora del liberalismo. El general Narváez fue el hombre fuerte de la década, caracterizada por el recorte de las libertades y los derechos, así como por la centralización administrativa.
El 2 de abril de 1846 se sublevó en Lugo el segundo batallón del Zamora, dirigiendo la sublevación el coronel Miguel Solís y Cuetos, el cual proclamó la disolución del Consejo Provincial y la Diputación. Cuando la situación ya estaba bajo el control de los insurrectos en Lugo, Solís dirigió una arenga a sus soldados. En esta alocución la intención del alzamento se encuentra claramente expresada al final del discurso:

Gallegos: españoles todos: ¡Viva la Reina libre!, ¡Viva la Constitución!, ¡Fuera extranjeros!, ¡Abajo el Dictador Narváez, ¡Abajo el sistema tributario!

## La represión de la revuelta
Otras plazas se sumarían en los días siguientes. A la sublevación se unirían los denominados provincialistas. El 15 de abril se constituye en Santiago de Compostela la Junta Superior del Reino de Galicia, que reclamó las libertades y derechos que Narváez había abolido y un trato más justo para Galicia; en la Universidad de Santiago de Compostela se reconstituye una vez más el Batallón Literario, que se había alzado en otras ocasiones, la última de ellas en la Guerra de la Independencia.
El general Narváez, presidente del Consejo, ministro de Estado y de la Guerra, envió tropas bajo el mando del general La Concha, capitán general de Castilla la Vieja, para reducir la sublevación. El día 23 comenzó la "batalla de Cacheiras" (concretamente en el espacio situado entre las casa del río y la cima de un monte, cerca), en las afueras de Compostela, entre las tropas enviadas por el gobierno y los sublevados, que fueron derrotadas. La gran superioridad de las tropas de La Concha hizo inútil la resistencia, llevando a cabo estas tras la victoria, el saqueo y pillaje de Compostela, tal como se les prometió.
Solís, que se había refugiado en el monasterio de San Martín Pinario, se entregó aquella misma tarde. Tres días después, un juicio sumarísimo lo condenó a muerte en Carral. Este juicio no fue celebrado en Santiago de Compostela ni en La Coruña por miedo a los simpatizantes del coronel que había en estas ciudades.
Al amanecer, el coronel Solís fue llevado al atrio de la iglesia de la parroquia de Paleo, en la villa coruñesa de Carral, donde fue fusilado. El comandante Víctor Velasco y diez oficiales más fueron pasados por las armas en el bosque de Rin, a medio camino entre Carral y Paleo, pues ya anochecía, y fueron enterrados en el día siguiente en el cementerio de Paleo. Aún se pueden ver sus tumbas sin inscripción ninguna. El párroco, que presenció el fusilamiento, en el acta de defunción añadió: "Espectáculo horroroso. Triste Memoria"...
Estos militares ejecutados serían conocidos como Mártires de Carral. Diez años después, ya durante el Bienio Progresista, el gobierno declararía "Beneméritos de la Patria" a los doce fusilados. Las Cortes les concedieron la "Cruz del Valor y la Constancia" y decretaron la erección de un monumento, que no se llevó a cabo hasta 1904, cuando, por iniciativa de la  Liga Galega da Coruña, se erigió el actual, que está construido en granito de las canteras de Illó (Pontevedra) y que fue diseñado por el arquitecto lucense Juan Álvarez Mendoza. Se puede ver el escudo de Galicia y una inscripción que dice: "Aos mártires da libertade mortos o 26 de Abril de 1846. Liga Galega na Cruña" ("A los mártires de la libertad muertos el 26 de Abril de 1846. Liga Gallega de La Coruña"). Este monumento, aunque no se pueda considerar en sí un crucero, reúne la motivación y las formas de tal motivo. Además, la estructura de la obra tiene forma de cruz. Este recordatorio físico sería escenario de varios homenajes, como el celebrado el 26 de abril de 1931 y del que se conserva una fotografía en la que se ve a Manuel Lugrís Freire dirigiéndose a los asistentes.
Según la interpretación de Murguía, en esa corta primavera de 1846 afloraron 24 días de ilusión y progresismo contra el gobierno de Narváez, que a pesar de definirse como liberal y moderado, tenía en contra suya a la mediana y pequeña burguesía, a muchos universitarios y bastantes profesionales próximos al republicanismo. Aquella constituiría la primera generación galleguista, formada por personas que confiaban en que si Solís tenía éxito sería posible mejorar la situación de Galicia con una manera distinta de hacer política, sin ser una "colonia de la Corte", en palabras de Faraldo.
Musicalmente estos trágicos y heroicos hechos históricos en defensa de las libertades acaecidos en la Galicia decimonónica, fueron fuente de inspiración para el catedrático y compositor Miguel Brotóns, que por encargo de la Diputación Provincial de Pontevedra, compuso, con prólogo de la escritora gallega Rosa Aneiros, el poema sinfónico con título Mártires da Liberdade.